# The Oxford Dictionary of Late Antiquity
The Oxford Dictionary of Late Antiquity (ODLA) ist ein zweibändiges altertumswissenschaftliches Fachlexikon, das sich mit der Geschichte der Spätantike beschäftigt. Das Werk ist nach fast zwei Jahrzehnten Vorbereitungszeit am 22. März 2018 erschienen. Es ist das derzeit einzige umfassende Nachschlagewerk, das explizit die Spätantike behandelt und füllt damit die Lücke zwischen dem Oxford Classical Dictionary (das die Spätantike nur teilweise berücksichtigt), dem Oxford Dictionary of Byzantium und dem Oxford Dictionary of the Middle Ages.
Der behandelte Zeitraum reicht im Sinne einer „langen Spätantike“ von der Mitte des 3. Jahrhunderts (der Zeit der Reichskrise des 3. Jahrhunderts) bis zur Mitte des 8. Jahrhunderts, dem Höhepunkt der arabischen Expansion. Berücksichtigt wird die historische Entwicklung in Europa (von der Völkerwanderung bis hin zur Bildung der frühmittelalterlichen germanisch-romanischen Nachfolgereiche), dem Mittelmeerraum, dem Vorderen Orient (mit besonderer Berücksichtigung des neupersischen Sassanidenreichs), bis hin in den südarabischen Raum und nach Zentralasien. In diesem Zusammenhang wird ein sehr breites thematisches Spektrum interdisziplinär abgedeckt: Von der Politischen Geschichte bis hin zur Sozial-, Wirtschafts-, Militär-, Kultur- und Religionsgeschichte. Neben Personen- und Sachartikeln bietet das ODLA auch Überblicksartikel.
Hauptherausgeber ist Oliver Nicholson, während mehrere andere Forscher als thematische Berater und als thematische Herausgeber fungierten. Mehr als 400 Autoren haben die über 5.000 Einträge erstellt. Diese sind von jeweils ausgewiesenen Experten verfasst und basieren auf dem aktuellen Forschungsstand (mit Berücksichtigung der internationalen, schwerpunktmäßig der angloamerikanischen Forschung). Da die Fachliteratur zur Spätantike inzwischen einen kaum noch überschaubaren Umfang angenommen hat, bietet das ODLA eine Bündelung des derzeitigen Forschungsstands. Die Länge der Artikel im ODLA (wie in den oben genannten Lexika) variiert stark und reicht von äußerst knappen Artikeln zu mehreren Tausend Wörtern umfassenden Überblicksartikeln.
Über die Datenbank Oxford Reference sind die Artikel des ODLA auch online (allerdings kostenpflichtig) abrufbar.

## Ausgaben
- Oliver Nicholson (Hrsg.): The Oxford Dictionary of Late Antiquity. 2 Bände (durchgehend paginiert). Oxford University Press, Oxford 2018, ISBN 9780198662778 (Fachbesprechung bei sehepunkte und Fachbesprechung bei Plekos).